# 浑河线路所
浑河线路所位于辽宁省沈阳市和平区浑河站西街道，建于1907年10月，时名浑河站。1938年修建往奉山铁路南回归线揽军屯站的浑揽联络线:168,287。本站隶属沈阳铁路局沈阳车务段管辖，客运于2007年4月18日起不再办理，不办理货运业务。车站有沈大铁路正线、浑揽联络线、苏北联二线、长大进场线、沈抚城际铁路经过，其中本站至沈阳站为四线区间:157,287，为沈阳车务段内接发方向最多的车站。2024年11月28日，本站撤销，变更为线路所。